# 癒し系アイドル
癒し系アイドル（いやしけいアイドル）とは、癒やしの特徴を持つアイドルのこと。主に「ほんわか」「やんわり」とした視聴者を和ませる雰囲気がある女優やグラビアアイドル、タレントを指す。「癒し系」とも略される。

## 概要
癒し系とされるには、「優しい」「のんびりしている」「穏やかである」「人を和ませる」などの癒やし要素が必要とされる。これらの要素は、本人の雰囲気に自然に含まれていることが重要で、作為的に形作ったことが露骨に出ている・キャラクターとして演じている事が明白である場合は、癒し系ではなく単なる「ぶりっ子」とみなされる。
癒し系であることと、セクシーであることは対立しない。ただし、セクシーさが嫌味で下品に映る場合は、癒し系とはみなされず、いやらし系とされる。
演じる役柄により、癒し系以外のイメージが付加されやすいため、映画女優や舞台女優などは、通常癒し系とされることがない。ただし2019年にgooが行ったアンケート「癒し系女性芸能人ランキング」では、そのような役柄を多く担当した綾瀬はるか、新垣結衣、深田恭子、石田ゆり子など、この時点で女優業を本業とする人物が上位を占めた。

## 癒し系アイドルの歴史
「癒し系アイドル」というカテゴライズが始まった、明確な時期は不明。
1990年代の中期、癒し系アイドル・癒し系女優として認知された人物として、本上まなみや飯島直子が挙げられる。本上は、折からの癒しブームの到来とあいまって、それまでのアイドルに見られないタイプの女性アイドルとして、多くの支持者を得た。定義さえなかったこれ以前は菊池桃子や西村知美がその先駆とする論評もある。
同年代後半になると、女性アイドルの中心はグラビアアイドルに移っていった。グラビアアイドルには、セクシーさや子供っぽさを売りにする者など、いろいろなタイプが存在したが、中でも注目されたのがこの癒し系アイドルである。
本上まなみの次にも、癒し系アイドルとして、男性だけでなく女性の間でも注目される存在（例：国分佐智子、井川遥、優香など）が出てきたことにより、“癒し系アイドル＝男女ともに認められるアイドル”という認識を生むきっかけとなった。
その後、広いファン層を獲得するための営業戦術の一環として「癒し系」を売りにしようとするケースも多く見られた。また、女優や歌手がイメージチェンジを図って「癒し系」に参入することもある。しかし、これらの試みは必ずしも成功とはいえない。「癒やし」の要素に反するイメージが既にある場合、それを打破して新たなイメージを定着させることが困難なためである。
癒し系アイドルとして、男性アイドルを指すことは少ない。男性の場合は「癒し系俳優」と呼ばれる方が多い。

## 癒し系アイドルが求められた背景
殺伐とした世の中のオアシス的存在としてのニーズがあったと考えられる。心を穏やかにし、安らぎを感じさせる癒やし要素が、直接的な刺激が求められやすいグラビア界で地位を築いたことは、注目に値する。